# Калмаково (Абзеліловський район)
Калмако́во (рос. Калмаково, башк. Ҡалмаҡ) — присілок у складі Абзеліловського району Башкортостану, Росія. Входить до складу Халіловської сільської ради.
Населення — 22 особи (2010; 28 в 2002).
Національний склад:
- башкири — 100%